# Varsányi Pál (grafikus)
Varsányi Pál (Budapest, Terézváros, 1902. március 15. – Budapest, 1990. október 20.) magyar festő, grafikusművész.

## Életpályája és munkássága
Szülei Varsányi (szül.:Grünhut) Emil kereskedő és Schvarcz Ilona voltak. 1919-ben a Proletár Képzőművészeti Tanműhelyben Uitz Béla tanította. A gimnázium után három évig az OMIKE szabadiskolájában tanult, ahol Fényes Adolf, Herman Lipót és Zádor István oktatta. Az MSZDP tagja lett. 1934-ben csatlakozott a Szocialista Művészek Csoportjához. 1939–1945 között munkaszolgálatot teljesített. 1948-ban a Magyar Képzőművészek Szabad Szakszervezeténél mutatta be műveit. 1958-ban az Ernst Múzeumban kiállítást rendezett. 1979-ben a Magyar Nemzeti Galériában Ecsery Elemér rendezte meg kiállítását.
Antifasiszta grafikai sorozatokat készített. Svéd, holland, svájci, belga lapok foglalkoztak grafikáival. Romain Rolland nagyra értékelte műveit. Különösen fa- és linómetszetei váltak ismertté. A magyar grafika idősebb nemzedékének nemzetközi tekintélyű képviselője volt. Drámai felépítésű, szabatos fametszeteiben a hazai valóság és a magyar irodalom nyújtotta élményeinek adott hangot. Témája olykor erősen politizáló volt.
Sírja a Kozma utcai izraelita temetőben található (5B-9-34).

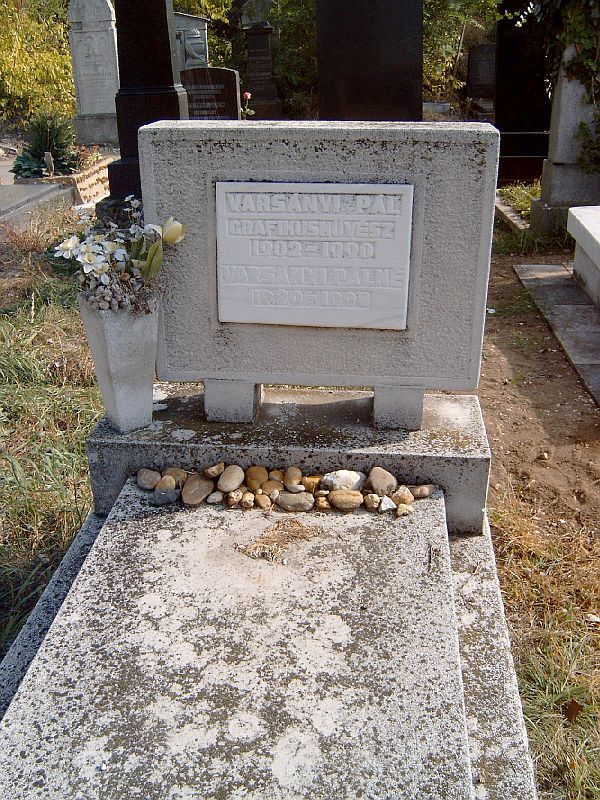
Varsányi Pál grafikus sírja Budapesten. Kozma utcai izraelita temető: 5B-9-34.

## Kiállításai

### Egyéni
- 1948 Magyar Képzőművészek Szabad Szervezete
- 1958, 1979 Budapest
- 1975 Jászberény
- 1982 Eger

### Válogatott, csoportos
- 1953 Koppenhága
- 1962, 1965 Budapest

## Művei
- Petőfi-illusztráció
- Ady-illusztráció
- József Attila-illusztráció
- Kassák Lajos: Angyalföld-illusztrációi

## Díjai, elismerései
- Balatoni Kisgrafikai Biennálén témadíja (1975)